# Seznam dílů seriálu Beverly Hills 90210
Toto je seznam dílů seriálu Beverly Hills 90210. Americký dramatický seriál Beverly Hills 90210 byl vysílán v letech 1990–2000 na stanici Fox, celkem vzniklo 293 dílů rozdělených do 10 řad.

## Přehled řad
| Řada | Díly | Premiéra v USA    | Premiéra v USA  | Premiéra v ČR     | Premiéra v ČR     |
| Řada | Díly | První díl         | Poslední díl    | První díl         | Poslední díl      |
| ---- | ---- | ----------------- | --------------- | ----------------- | ----------------- |
| 1    | 22   | 4. října 1990     | 9. května 1991  | 10. srpna 1993    | 29. prosince 1993 |
| 2    | 28   | 11. července 1991 | 7. května 1992  | 4. září 1994      | 12. března 1995   |
| 3    | 30   | 15. července 1992 | 19. května 1993 | 19. března 1995   | 25. září 1995     |
| 4    | 32   | 8. září 1993      | 25. května 1994 | 1. října 1995     | 28. dubna 1996    |
| 5    | 32   | 7. září 1994      | 24. května 1995 | 5. května 1996    | 8. prosince 1996  |
| 6    | 32   | 13. září 1995     | 22. května 1996 | 15. prosince 1996 | 20. července 1997 |
| 7    | 32   | 21. srpna 1996    | 21. května 1997 | 3. srpna 1997     | 8. března 1998    |
| 8    | 32   | 10. září 1997     | 20. května 1998 | 15. března 1998   | 20. prosince 1998 |
| 9    | 26   | 16. září 1998     | 19. května 1999 | 5. prosince 1999  | 18. června 2000   |
| 10   | 27   | 8. září 1999      | 17. května 2000 | 6. ledna 2004     | 11. února 2004    |

## Seznam dílů

### První řada (1990–1991)
| Č. v seriálu | Č. v řadě | Původní název                   | Český název               | Režie             | Scénář                                                        | Premiéra v USA     | Premiéra v ČR      |
| ------------ | --------- | ------------------------------- | ------------------------- | ----------------- | ------------------------------------------------------------- | ------------------ | ------------------ |
| 1            | 1         | Class of Beverly Hills          | —                         | Tim Hunter        | Darren Star                                                   | 4. října 1990      | 10. srpna 1993     |
| 2            | 2         | The Green Room                  | Zelená komnata            | Michael Uno       | David Stenn                                                   | 11. října 1990     | 14. srpna 1993     |
| 3            | 3         | Every Dream Has Its Price (Tag) | Každý sen něco stojí      | Catlin Adams      | Amy Spies                                                     | 18. října 1990     | 21. srpna 1993     |
| 4            | 4         | The First Time                  | Poprvé                    | Bethany Rooney    | Darren Star                                                   | 25. října 1990     | 4. září 1993       |
| 5            | 5         | One on One                      | Muž proti muži            | Artie Mandelberg  | Charles Rosin                                                 | 1. listopadu 1990  | 28. srpna 1993     |
| 6            | 6         | Higher Education                | Vyšší vzdělání            | Artie Mandelberg  | Jordan Budde                                                  | 15. listopadu 1990 | 11. září 1993      |
| 7            | 7         | Perfect Mom                     | Bezva máma                | Bethany Rooney    | Darren Star                                                   | 22. listopadu 1990 | 15. září 1993      |
| 8            | 8         | The 17 Year Itch                | Pokušení sedmnáctého roku | Jefferson Kibbee  | Amy Spies                                                     | 29. listopadu 1990 | 22. září 1993      |
| 9            | 9         | The Gentle Art of Listening     | Umění naslouchat          | Dan Attias        | Charles Rosin                                                 | 6. prosince 1990   | 29. září 1993      |
| 10           | 10        | Isn't It Romantic?              | Romantika                 | Nancy Malone      | Karen Rosin                                                   | 3. ledna 1991      | 6. října 1993      |
| 11           | 11        | B.Y.O.B.                        | Pravidla hry              | Miles Watkins     | Jordan Budde                                                  | 10. ledna 1991     | 13. října 1993     |
| 12           | 12        | One Man and a Baby              | Jeden a nemluvně          | Burt Brinckerhoff | Darren Star a Amy Spies                                       | 24. ledna 1991     | 20. října 1993     |
| 13           | 13        | Slumber Party                   | Noční potlach             | Charles Braverman | Darren Star                                                   | 31. ledna 1991     | 27. října 1993     |
| 14           | 14        | East Side Story                 | East Side Story           | Dan Attias        | námět: Carmen Sternwood a Charles Rosin scénář: Charles Rosin | 14. února 1991     | 10. listopadu 1993 |
| 15           | 15        | A Fling in Palm Springs         | Víkend v Palm Springs     | Jefferson Kibbee  | Jordan Budde                                                  | 21. února 1991     | 17. listopadu 1993 |
| 16           | 16        | Fame Is Where You Find It       | Sláva je když…            | Paul Schneider    | Charles Rosin a Karen Rosin                                   | 28. února 1991     | 3. listopadu 1993  |
| 17           | 17        | Stand (Up) and Deliver          | Na vlastních nohou        | Burt Brinckerhoff | Amy Spies                                                     | 7. března 1991     | 24. listopadu 1993 |
| 18           | 18        | It's Only a Test                | Test                      | Charles Braverman | Darren Star                                                   | 28. března 1991    | 1. prosince 1993   |
| 19           | 19        | April Is the Cruelest Month     | Duben, nejkrutější měsíc  | Dan Attias        | Steve Wasserman a Jessica Klein                               | 11. dubna 1991     | 8. prosince 1993   |
| 20           | 20        | Spring Training                 | Jarní trénink             | Burt Brinckerhoff | Charles Rosin                                                 | 25. dubna 1991     | 15. prosince 1993  |
| 21           | 21        | Spring Dance                    | Jaro je ve vzduchu        | Darren Star       | Darren Star                                                   | 2. května 1991     | 22. prosince 1993  |
| 22           | 22        | Home Again                      | Domov je tam…             | Charles Braverman | Amy Spies                                                     | 9. května 1991     | 29. prosince 1993  |

### Druhá řada (1991–1992)
| Č. v seriálu | Č. v řadě | Původní název                               | Český název               | Režie | Scénář | Premiéra v USA | Premiéra v ČR      |
| ------------ | --------- | ------------------------------------------- | ------------------------- | ----- | ------ | -------------- | ------------------ |
| 23           | 1         | Beach Blanket Brandon                       | Plážový Brandon           |       |        |                | 4. září 1994       |
| 24           | 2         | The Party Fish                              | Večírková rybka           |       |        |                | 11. září 1994      |
| 25           | 3         | Summer Storm                                | Letní bouře               |       |        |                | 18. září 1994      |
| 26           | 4         | Anaconda                                    | Anaconda                  |       |        |                | 25. září 1994      |
| 27           | 5         | Play it Again, David                        | Zahraj to znova, Davide   |       |        |                | 2. října 1994      |
| 28           | 6         | Pass/Not Pass                               | Prošel/ Neprošel          |       |        |                | 9. října 1994      |
| 29           | 7         | Camping Trip                                | Výlet                     |       |        |                | 16. října 1994     |
| 30           | 8         | Wild Fire                                   | Wildfire                  |       |        |                | 23. října 1994     |
| 31           | 9         | Ashes to Ashes                              | Popel k popelu            |       |        |                | 30. října 1994     |
| 32           | 10        | Necessity is a Mother                       | Matka nutná               |       |        |                | 6. listopadu 1994  |
| 33           | 11        | Leading from the Heart                      | Ze srdce                  |       |        |                | 13. listopadu 1994 |
| 34           | 12        | Down and Out (of District) in Beverly Hills | Adresa: Beverly Hills     |       |        |                | 20. listopadu 1994 |
| 35           | 13        | Halloween                                   | Halloween                 |       |        |                | 27. listopadu 1994 |
| 36           | 14        | The Next 50 Years                           | Příštích 50 let           |       |        |                | 4. prosince 1994   |
| 37           | 15        | U4EA                                        | Vejce                     |       |        |                | 11. prosince 1994  |
| 38           | 16        | My Desperate Valentine                      | Má zoufalá Valentine      |       |        |                | 5. prosince 1994   |
| 39           | 17        | Chuckie’s Back                              | Chuckie se vrací          |       |        |                | 25. prosince 1994  |
| 40           | 18        | A Walsh Family Christmas                    | 1. Vánoce v Beverly Hills |       |        |                | 1. ledna 1995      |
| 41           | 19        | Fire and Ice                                | Oheň a led                |       |        |                | 8. ledna 1995      |
| 42           | 20        | A Competitive Edge                          | Soutěživá hrana           |       |        |                | 15. ledna 1995     |
| 43           | 21        | Everybody’s Talkin’ ‘Bout It                | Všichni o tom mluví       |       |        |                | 22. ledna 1995     |
| 44           | 22        | And Baby Makes Five                         | Dítě                      |       |        |                | 29. ledna 1995     |
| 45           | 23        | Cardio-Funk                                 | Strach srdce              |       |        |                | 5. února 1995      |
| 46           | 24        | The Pit and the Pendulum                    | Pit a kyvadlo             |       |        |                | 12. února 1995     |
| 47           | 25        | Meeting Mr. Pony                            | Setkání s panem Poníkem   |       |        |                | 19. února 1995     |
| 48           | 26        | Things to Do on a Rainy Day                 | Co dělat, když prší       |       |        |                | 26. února 1995     |
| 49           | 27        | Mexican Standoff                            | Víkend v Mexiku           |       |        |                | 5. března 1995     |
| 50           | 28        | Wedding Bell Blues                          | Svatbní zvony             |       |        |                | 12. března 1995    |

### Třetí řada (1992–1993)
| Č. v seriálu | Č. v řadě | Původní název                                 | Český název                             | Režie | Scénář | Premiéra v USA | Premiéra v ČR     |
| ------------ | --------- | --------------------------------------------- | --------------------------------------- | ----- | ------ | -------------- | ----------------- |
| 51           | 1         | Misery Loves Company                          | Neštěstí nechodí samo                   |       |        |                | 19. března 1995   |
| 52           | 2         | The Twins, the Trustee, and the Very Big Trip | Dvojčata, správce majetku a velký výlet |       |        |                | 26. března 1995   |
| 53           | 3         | Too Little, Too Late/Paris 75001              | Paříž 75001                             |       |        |                | 2. dubna 1995     |
| 54           | 4         | Sex, Lies and Volleyball/Photo Fini           | Sex, lži a volejbal                     |       |        |                | 9. dubna 1995     |
| 55           | 5         | Shooting Star/American in Paris               | Američan v Paříži                       |       |        |                | 16. dubna 1995    |
| 56           | 6         | Castles in the Sand                           | Hrady z písku                           |       |        |                | 23. dubna 1995    |
| 57           | 7         | Song of Myself                                | Má píseň                                |       |        |                | 30. dubna 1995    |
| 58           | 8         | The Back Story                                | Příběh v pozadí                         |       |        |                | 7. května 1995    |
| 59           | 9         | Highwire                                      | Highwire                                |       |        |                | 14. května 1995   |
| 60           | 10        | Home and Away                                 | Doma a daleko                           |       |        |                | 21. května 1995   |
| 61           | 11        | A Presumption of Innocence                    | Předpoklad nevinny                      |       |        |                | 28. května 1995   |
| 62           | 12        | Destiny Rides Again                           | Jízda osudu                             |       |        |                | 4. června 1995    |
| 63           | 13        | Rebel with a Cause                            | Rebel s příčinou                        |       |        |                | 11. června 1995   |
| 64           | 14        | Wild Horses                                   | Divocí koně                             |       |        |                | 18. června 1995   |
| 65           | 15        | The Kindness of Strangers                     | Laskavost cizích lidí                   |       |        |                | 25. června 1995   |
| 66           | 16        | It's a Totally Happening Life                 | Je to báječný život                     |       |        |                | 2. července 1995  |
| 67           | 17        | The Game Is Chicken                           | Rychle a zběsile                        |       |        |                | 9. července 1995  |
| 68           | 18        | Midlife... Now What?                          | Střední věk, co dál                     |       |        |                | 16. července 1995 |
| 69           | 19        | Back in the High Life Again                   | Opět na vysoké noze                     |       |        |                | 23. července 1995 |
| 70           | 20        | Parental Guidance Recommended                 | Doporučen dozor rodičů                  |       |        |                | 30. července 1995 |
| 71           | 21        | Dead End                                      | Slepá ulice                             |       |        |                | 6. srpna 1995     |
| 72           | 22        | The Child Is Father to the Man                | To dítě je pro něho otcem               |       |        |                | 13. srpna 1995    |
| 73           | 23        | Duke's Bad Boy                                | Dukeův zlý hoch                         |       |        |                | 20. srpna 1995    |
| 74           | 24        | Perfectly Perfect                             | Dokonale dokonalá                       |       |        |                | 27. srpna 1995    |
| 75           | 25        | Senior Poll                                   | Mazácké volby                           |       |        |                | 3. září 1995      |
| 76           | 26        | She Came in Through the Bathroom Window       | Prolezla oknem na záchodě               |       |        |                | 10. září 1995     |
| 77           | 27        | A Night to Remember                           | Noc, na kterou se nezapomíná            |       |        |                | 17. září 1995     |
| 78           | 28        | Something in the Air                          | Něco ve vzduchu                         |       |        |                | 24. září 1995     |
| 79           | 29        | Commencement: Part 1                          | Maturita 1                              |       |        |                | 25. září 1995     |
| 80           | 30        | Commencement: Part 2                          | Maturita 2                              |       |        |                | 25. září 1995     |

### Čtvrtá řada (1993–1994)
| Č. v seriálu | Č. v řadě | Původní název                               | Český název                          | Režie | Scénář | Premiéra v USA | Premiéra v ČR      |
| ------------ | --------- | ------------------------------------------- | ------------------------------------ | ----- | ------ | -------------- | ------------------ |
| 81           | 1         | So Long, Farewell, Auf Wiedersehen, Goodbye | Nashledanou, Sbohem, Auf Wiedersehen |       |        |                | 1. října 1995      |
| 82           | 2         | The Girl from New York City                 | Holky z New York City                |       |        |                | 8. října 1995      |
| 83           | 3         | The Little Fish                             | Malá rybka                           |       |        |                | 15. října 1995     |
| 84           | 4         | Greek to Me                                 | Španělská vesnice                    |       |        |                | 22. října 1995     |
| 85           | 5         | Radio Daze                                  | Rádio pro nespavce                   |       |        |                | 29. října 1995     |
| 86           | 6         | Strangers in the Night                      | Cizinci noci                         |       |        |                | 5. listopadu 1995  |
| 87           | 7         | Moving Targets                              | Pohyblivé terče                      |       |        |                | 12. listopadu 1995 |
| 88           | 8         | Twenty Years Ago Today                      | Před dvaceti lety                    |       |        |                | 19. listopadu 1995 |
| 89           | 9         | Otherwise Engaged                           | Jinak zasnoubeni                     |       |        |                | 26. listopadu 1995 |
| 90           | 10        | And Did It... My Way                        | A stalo se... po mém                 |       |        |                | 3. prosince 1995   |
| 91           | 11        | Take Back the Night                         | Vraťte noc zpátky                    |       |        |                | 10. prosince 1995  |
| 92           | 12        | Radar Love                                  | Radar na lásku                       |       |        |                | 17. prosince 1995  |
| 93           | 13        | Emily                                       | Emily                                |       |        |                | 24. prosince 1995  |
| 94           | 14        | Windstruck                                  | Úder větru                           |       |        |                | 31. prosince 1995  |
| 95           | 15        | Somewhere in the World it's Christmas       | Někde na světě teď mají Vánoce       |       |        |                | 7. ledna 1996      |
| 96           | 16        | Crunch Time                                 | Čas odplaty                          |       |        |                | 14. ledna 1996     |
| 97           | 17        | Thicker Than Water                          | Kalnější než voda                    |       |        |                | 21. ledna 1996     |
| 98           | 18        | Heartbreaker                                | Lamač srdcí                          |       |        |                | 28. ledna 1996     |
| 99           | 19        | The Labors of Love                          | Dělníci lásky                        |       |        |                | 4. února 1996      |
| 100          | 20        | Scared Very Straight                        | Vystrašený                           |       |        |                | 11. února 1996     |
| 101          | 21        | Addicted to Love                            | Závislý na lásce                     |       |        |                | 18. února 1996     |
| 102          | 22        | Change Partners                             | Výměna partnerů                      |       |        |                | 25. února 1996     |
| 103          | 23        | A Pig is a Boy is a Dog                     | Pes je kluk, kluk je prase           |       |        |                | 3. března 1996     |
| 104          | 24        | Cuffs and Links                             | Pouta a vazba                        |       |        |                | 10. března 1996    |
| 105          | 25        | The Time has Come Today                     | Dnes nastal čas                      |       |        |                | 17. března 1996    |
| 106          | 26        | Blind Spot                                  | Slepé místo                          |       |        |                | 24. března 1996    |
| 107          | 27        | Divas                                       | Divy                                 |       |        |                | 31. března 1996    |
| 108          | 28        | Acting Out                                  | Předvádění                           |       |        |                | 7. dubna 1996      |
| 109          | 29        | Truth and Consequences                      | Pravda a důsledky                    |       |        |                | 14. dubna 1996     |
| 110          | 30        | Vital Signs                                 | Znamení života                       |       |        |                | 21. dubna 1996     |
| 111          | 31        | Mr. Walsh Goes to Washington (1)            | Mr Walsh jede do Washingtonu         |       |        |                | 28. dubna 1996     |
| 112          | 32        | Mr. Walsh Goes to Washington (2)            |                                      |       |        |                | 28. dubna 1996     |

### Pátá řada (1994–1995)
| Č. v seriálu | Č. v řadě | Původní název                                      | Český název                                | Režie | Scénář | Premiéra v USA | Premiéra v ČR                   |
| ------------ | --------- | -------------------------------------------------- | ------------------------------------------ | ----- | ------ | -------------- | ------------------------------- |
| 113          | 1         | What I Did on My Summer Vacation and Other Stories | Co jsem dělal o prázdninách a jiné příběhy |       |        |                | 5. května 1996                  |
| 114          | 2         | Under the Influence                                | Pod vlivem                                 |       |        |                | 12. května 1996                 |
| 115          | 3         | A Clean Slate                                      | Čistý štít                                 |       |        |                | 19. května 1996                 |
| 116          | 4         | Life after Death                                   | Život po smrti                             |       |        |                | 26. května 1996                 |
| 117          | 5         | Rave On                                            | Jen se vztekej                             |       |        |                | 2. června 1996                  |
| 118          | 6         | Homecoming                                         | Příchod                                    |       |        |                | 9. června 1996                  |
| 119          | 7         | Who's Zoomin' Who?                                 | Kdo na koho                                |       |        |                | 16. června 1996                 |
| 120          | 8         | Things that Go Bang in the Night                   | Věci, které toho večera prasknou           |       |        |                | 23. června 1996                 |
| 121          | 9         | Intervention                                       | Zákrok                                     |       |        |                | 29. června 1996                 |
| 122          | 10        | The Dreams of Dylan McKay                          | Sny Dylana McKaye                          |       |        |                | 7. července 1996                |
| 123          | 11        | Hate is Just a Four Letter Word                    | Zášť jsou jen čtyři písmena                |       |        |                | 14. července 1996               |
| 124          | 12        | Rock of Ages                                       | Rock století                               |       |        |                | 21. července 1996               |
| 125          | 13        | Up in Flames                                       | V plamenech                                |       |        |                | 28. července nebo 4. srpna 1996 |
| 126          | 14        | Injustice for All                                  | Nespravedlivost pro všechny                |       |        |                | 11. srpna 1996                  |
| 127          | 15        | Christmas Comes This Time Each Year                | Vánoce jako každý rok                      |       |        |                | 18. srpna 1996                  |
| 128          | 16        | Sentenced to Life                                  | Odsouzen na doživotí                       |       |        |                | 25. srpna 1996                  |
| 129          | 17        | Sweating it Out                                    | Vypoťte to!                                |       |        |                | 1. září 1996                    |
| 130          | 18        | Hazardous to Your Health                           | Hazardér se zdravím                        |       |        |                | 8. září 1996                    |
| 131          | 19        | Little Monsters                                    | Malé příšerky                              |       |        |                | 15. září 1996                   |
| 132          | 20        | You Gotta Have Heart                               | Chce to mít srdce                          |       |        |                | 22. září 1996                   |
| 133          | 21        | Stormy Weather                                     | Bouřlivé počasí                            |       |        |                | 29. září 1996                   |
| 134          | 22        | Alone at the Top                                   | Na vrcholu bývá člověk sám                 |       |        |                | 6. října 1996                   |
| 135          | 23        | Love Hurts                                         | Láska bolí                                 |       |        |                | 13. října 1996                  |
| 136          | 24        | Unreal World                                       | Neskutečný svět                            |       |        |                | 20. října 1996                  |
| 137          | 25        | Double Jeopardy                                    | Dvojitý risk                               |       |        |                | 27. října 1996                  |
| 138          | 26        | A Song for My Mother                               | Píseň pro matku                            |       |        |                | 3. listopadu 1996               |
| 139          | 27        | Squash It                                          | Umlč to                                    |       |        |                | 10. listopadu 1996              |
| 140          | 28        | Girls on the Side                                  | Holky stranou                              |       |        |                | 17. listopadu 1996              |
| 141          | 29        | The Real McCoy                                     | Skutečný McKay                             |       |        |                | 24. listopadu 1996              |
| 142          | 30        | Hello Life, Goodbye Beverly Hills                  | Vítej živote! Sbohem Beverly Hills!        |       |        |                | 1. prosince 1996                |
| 143          | 31        | P.S. I Love You: Part 1                            | P.S. Miluji Tě! 1                          |       |        |                | 8. prosince 1996                |
| 144          | 32        | P.S. I Love You: Part 2                            | P.S. Miluji Tě! 2                          |       |        |                | 8. prosince 1996                |

### Šestá řada (1995–1996)
| Č. v seriálu | Č. v řadě | Původní název                      | Český název | Režie | Scénář | Premiéra v USA | Premiéra v ČR     |
| ------------ | --------- | ---------------------------------- | ----------- | ----- | ------ | -------------- | ----------------- |
| 145          | 1         | Home Is Where The Tart Is          |             |       |        |                | 15. prosince 1996 |
| 146          | 2         | Buffalo Gals                       |             |       |        |                | 22. prosince 1996 |
| 147          | 3         | Must Be a Guy Thing                |             |       |        |                | 29. prosince 1996 |
| 148          | 4         | Everything's Coming Up Roses       |             |       |        |                | 5. ledna 1997     |
| 149          | 5         | Lover’s Leap                       |             |       |        |                | 12. ledna 1997    |
| 150          | 6         | Speechless                         |             |       |        |                | 19. ledna 1997    |
| 151          | 7         | Violated                           |             |       |        |                | 26. ledna 1997    |
| 152          | 8         | Gypsies, Cramps and Fleas          |             |       |        |                | 2. února 1997     |
| 153          | 9         | Earthquake Weather                 |             |       |        |                | 9. února 1997     |
| 154          | 10        | One Wedding and a Funeral          |             |       |        |                | 16. února 1997    |
| 155          | 11        | Offensive Interference             |             |       |        |                | 23. února 1997    |
| 156          | 12        | Breast Side Up                     |             |       |        |                | 2. března 1997    |
| 157          | 13        | Courting                           |             |       |        |                | 9. března 1997    |
| 158          | 14        | Fortunate Son                      |             |       |        |                | 16. března 1997   |
| 159          | 15        | Angels We Have Heard On High       |             |       |        |                | 23. března 1997   |
| 160          | 16        | Turn Back the Clock                |             |       |        |                | 30. března 1997   |
| 161          | 17        | Fade In, Fade Out                  |             |       |        |                | 6. dubna 1997     |
| 162          | 18        | Snowbound                          |             |       |        |                | 13. dubna 1997    |
| 163          | 19        | Nancy’s Choice                     |             |       |        |                | 20. dubna 1997    |
| 164          | 20        | Flying                             |             |       |        |                | 27. dubna 1997    |
| 165          | 21        | Bleeding Hearts                    |             |       |        |                | 4. května 1997    |
| 166          | 22        | All This and Mary Too              |             |       |        |                | 11. května 1997   |
| 167          | 23        | Leap of Faith                      |             |       |        |                | 18. května 1997   |
| 168          | 24        | Coming Out, Getting Out, Going Out |             |       |        |                | 25. května 1997   |
| 169          | 25        | Smashed                            |             |       |        |                | 1. června 1997    |
| 170          | 26        | Flirting With Disaster             |             |       |        |                | 8. června 1997    |
| 171          | 27        | Strike the Match                   |             |       |        |                | 15. června 1997   |
| 172          | 28        | The Big Hurt                       |             |       |        |                | 22. června 1997   |
| 173          | 29        | Ticket to Ride                     |             |       |        |                | 29. června 1997   |
| 174          | 30        | Ray of Hope                        |             |       |        |                | 6. července 1997  |
| 175          | 31        | You Say It's Your Birthday: Part 1 |             |       |        |                | 13. července 1997 |
| 176          | 32        | You Say It's Your Birthday: Part 2 |             |       |        |                | 20. července 1997 |

### Sedmá řada (1996–1997)
| Č. v seriálu | Č. v řadě | Původní název             | Český název | Režie | Scénář | Premiéra v USA | Premiéra v ČR      |
| ------------ | --------- | ------------------------- | ----------- | ----- | ------ | -------------- | ------------------ |
| 177          | 1         | Remember the Alamo        |             |       |        |                | 3. srpna 1997      |
| 178          | 2         | Here We Go Again          |             |       |        |                | 10. srpna 1997     |
| 179          | 3         | A Mate for Life           |             |       |        |                | 17. srpna 1997     |
| 180          | 4         | Disappearing Act          |             |       |        |                | 24. srpna 1997     |
| 181          | 5         | Pledging My Love          |             |       |        |                | 31. srpna 1997     |
| 182          | 6         | Housewarming              |             |       |        |                | 7. září 1997       |
| 183          | 7         | Fearless                  |             |       |        |                | 14. září 1997      |
| 184          | 8         | The Things We Do for Love |             |       |        |                | 21. září 1997      |
| 185          | 9         | Loser Takes All           |             |       |        |                | 28. září 1997      |
| 186          | 10        | Lost in Las Vegas         |             |       |        |                | 5. října 1997      |
| 187          | 11        | If I Had a Hammer         |             |       |        |                | 12. října 1997     |
| 188          | 12        | Judgement Day             |             |       |        |                | 19. října 1997     |
| 189          | 13        | Gift Wrapped              |             |       |        |                | 26. října 1997     |
| 190          | 14        | Jobbed                    |             |       |        |                | 2. listopadu 1997  |
| 191          | 15        | Phantom of C.U.           |             |       |        |                | 9. listopadu 1997  |
| 192          | 16        | Unnecessary Roughness     |             |       |        |                | 16. listopadu 1997 |
| 193          | 17        | Face-Off                  |             |       |        |                | 23. listopadu 1997 |
| 194          | 18        | We Interrupt This Program |             |       |        |                | 30. listopadu 1997 |
| 195          | 19        | My Funny Valentine        |             |       |        |                | 7. prosince 1997   |
| 196          | 20        | With This Ring            |             |       |        |                | 14. prosince 1997  |
| 197          | 21        | Straight Shooter          |             |       |        |                | 21. prosince 1997  |
| 198          | 22        | A Ripe Young Age          |             |       |        |                | 28. prosince 1997  |
| 199          | 23        | Storm Warning             |             |       |        |                | 4. ledna 1998      |
| 200          | 24        | Spring Breakdown          |             |       |        |                | 11. ledna 1998     |
| 201          | 25        | Heaven Sent               |             |       |        |                | 18. ledna 1998     |
| 202          | 26        | The Long Goodbye          |             |       |        |                | 25. ledna 1998     |
| 203          | 27        | I Only Have Eyes for You  |             |       |        |                | 1. února 1998      |
| 204          | 28        | All That Jazz             |             |       |        |                | 8. února 1998      |
| 205          | 29        | Mother's Day              |             |       |        |                | 15. února 1998     |
| 206          | 30        | Senior Week               |             |       |        |                | 22. února 1998     |
| 207          | 31        | Graduation Day: Part 1    |             |       |        |                | 1. března 1998     |
| 208          | 32        | Graduation Day: Part 2    |             |       |        |                | 8. března 1998     |

### Osmá řada (1997–1998)
| Č. v seriálu | Č. v řadě | Původní název                | Český název | Režie | Scénář | Premiéra v USA | Premiéra v ČR      |
| ------------ | --------- | ---------------------------- | ----------- | ----- | ------ | -------------- | ------------------ |
| 209          | 1         | Aloha Beverly Hills: Part 1  |             |       |        |                | 15. března 1998    |
| 210          | 2         | Aloha Beverly Hills: Part 2  |             |       |        |                | 22. března 1998    |
| 211          | 3         | Forgive and Forget           |             |       |        |                | 29. března 1998    |
| 212          | 4         | The Way We Weren't           |             |       |        |                | 5. dubna 1998      |
| 213          | 5         | Coming Home                  |             |       |        |                | 12. dubna 1998     |
| 214          | 6         | The Right Thing              |             |       |        |                | 19. dubna 1998     |
| 215          | 7         | Pride and Prejudice          |             |       |        |                | 26. dubna 1998     |
| 216          | 8         | Toil and Trouble             |             |       |        |                | 3. května 1998     |
| 217          | 9         | Friends, Lovers and Children |             |       |        |                | 10. května 1998    |
| 218          | 10        | Child of the Night           |             |       |        |                | 17. května 1998    |
| 219          | 11        | Deadline                     |             |       |        |                | 24. května 1998    |
| 220          | 12        | Friends in Deed              |             |       |        |                | 31. května 1998    |
| 221          | 13        | Comic Relief                 |             |       |        |                | 7. června 1998     |
| 222          | 14        | Santa Knows                  |             |       |        |                | 14. června 1998    |
| 223          | 15        | Ready or Not                 |             |       |        |                | 21. června 1998    |
| 224          | 16        | Illegal Tender               |             |       |        |                | 28. června 1998    |
| 225          | 17        | The Elephant's Father        |             |       |        |                | 6. září 1998       |
| 226          | 18        | Rebound                      |             |       |        |                | 13. září 1998      |
| 227          | 19        | Crimes and Misdemeanors      |             |       |        |                | 20. září 1998      |
| 228          | 20        | Cupid's Arrow                |             |       |        |                | 27. září 1998      |
| 229          | 21        | The Girl Who Cried Wolf      |             |       |        |                | 4. října 1998      |
| 230          | 22        | Law and Disorder             |             |       |        |                | 11. října 1998     |
| 231          | 23        | Making Amends                |             |       |        |                | 18. října 1998     |
| 232          | 24        | The Nature of Nurture        |             |       |        |                | 25. října 1998     |
| 233          | 25        | Aunt Bea's Pickles           |             |       |        |                | 1. listopadu 1998  |
| 234          | 26        | All That Glitters            |             |       |        |                | 8. listopadu 1998  |
| 235          | 27        | Reunion                      |             |       |        |                | 15. listopadu 1998 |
| 236          | 28        | Skin Deep                    |             |       |        |                | 22. listopadu 1998 |
| 237          | 29        | Ricochet                     |             |       |        |                | 29. listopadu 1998 |
| 238          | 30        | The Fundamental Things Apply |             |       |        |                | 6. prosince 1998   |
| 239          | 31        | The Wedding: Part 1          |             |       |        |                | 13. prosince 1998  |
| 240          | 32        | The Wedding: Part 2          |             |       |        |                | 20. prosince 1998  |

### Devátá řada (1998–1999)
| Č. v seriálu | Č. v řadě | Původní název                      | Český název | Režie | Scénář | Premiéra v USA | Premiéra v ČR     |
| ------------ | --------- | ---------------------------------- | ----------- | ----- | ------ | -------------- | ----------------- |
| 241          | 1         | The Morning After                  |             |       |        |                | 5. prosince 1999  |
| 242          | 2         | Budget Cuts                        |             |       |        |                | 12. prosince 1999 |
| 243          | 3         | Dealer's Choice                    |             |       |        |                | 19. prosince 1999 |
| 244          | 4         | Don't Ask, Don't Tell              |             |       |        |                | 9. ledna 2000     |
| 245          | 5         | Brandon Leaves                     |             |       |        |                | 16. ledna 2000    |
| 246          | 6         | Confession                         |             |       |        |                | 23. ledna 2000    |
| 247          | 7         | You Say Goodbye, I Say Hello       |             |       |        |                | 30. ledna 2000    |
| 248          | 8         | I'm Back Because                   |             |       |        |                | 6. února 2000     |
| 249          | 9         | The Following Options              |             |       |        |                | 13. února 2000    |
| 250          | 10        | Marathon Man                       |             |       |        |                | 20. února 2000    |
| 251          | 11        | How to Be the Jerk Women Love      |             |       |        |                | 27. února 2000    |
| 252          | 12        | Trials and Tribulations            |             |       |        |                | 5. března 2000    |
| 253          | 13        | Withdrawal                         |             |       |        |                | 12. března 2000   |
| 254          | 14        | I'm Married                        |             |       |        |                | 19. března 2000   |
| 255          | 15        | Beheading St. Valentine            |             |       |        |                | 26. března 2000   |
| 256          | 16        | Survival Skills                    |             |       |        |                | 2. dubna 2000     |
| 257          | 17        | Slipping Away                      |             |       |        |                | 9. dubna 2000     |
| 258          | 18        | Bobbi Dearest                      |             |       |        |                | 16. dubna 2000    |
| 259          | 19        | The Leprechaun                     |             |       |        |                | 23. dubna 2000    |
| 260          | 20        | Fortune Cookie                     |             |       |        |                | 30. dubna 2000    |
| 261          | 21        | I Wanna Reach Out and Grab Ya      |             |       |        |                | 7. května 2000    |
| 262          | 22        | Local Hero                         |             |       |        |                | 21. května 2000   |
| 263          | 23        | The End of the World as We Know It |             |       |        |                | 28. května 2000   |
| 264          | 24        | Dog's Best Friend                  |             |       |        |                | 4. června 2000    |
| 265          | 25        | Agony                              |             |       |        |                | 11. června 2000   |
| 266          | 26        | That's the Guy                     |             |       |        |                | 18. června 2000   |

### Desátá řada (1999–2000)
| Č. v seriálu | Č. v řadě | Původní název                                     | Český název | Režie | Scénář | Premiéra v USA | Premiéra v ČR  |
| ------------ | --------- | ------------------------------------------------- | ----------- | ----- | ------ | -------------- | -------------- |
| 267          | 1         | The Phantom Menace                                |             |       |        |                | 6. ledna 2004  |
| 268          | 2         | Let's Eat Cake                                    |             |       |        |                | 7. ledna 2004  |
| 269          | 3         | You Better Work                                   |             |       |        |                | 8. ledna 2004  |
| 270          | 4         | A Fine Mess                                       |             |       |        |                | 9. ledna 2004  |
| 271          | 5         | The Loo-Ouch                                      |             |       |        |                | 12. ledna 2004 |
| 272          | 6         | 80s Night                                         |             |       |        |                | 13. ledna 2004 |
| 273          | 7         | Laying Pipe                                       |             |       |        |                | 14. ledna 2004 |
| 274          | 8         | Baby, You Can Drive My Car                        |             |       |        |                | 15. ledna 2004 |
| 275          | 9         | Family Tree                                       |             |       |        |                | 16. ledna 2004 |
| 276          | 10        | What's in a Name                                  |             |       |        |                | 19. ledna 2004 |
| 277          | 11        | Sibling Revelry                                   |             |       |        |                | 20. ledna 2004 |
| 278          | 12        | Nine Yolks Whipped Lightly                        |             |       |        |                | 21. ledna 2004 |
| 279          | 13        | Tainted Love                                      |             |       |        |                | 22. ledna 2004 |
| 280          | 14        | I'm Using You 'Cause I Like You                   |             |       |        |                | 23. ledna 2004 |
| 281          | 15        | Fertile Ground                                    |             |       |        |                | 26. ledna 2004 |
| 282          | 16        | The Final Proof                                   |             |       |        |                | 27. ledna 2004 |
| 283          | 17        | Doc Martin                                        |             |       |        |                | 28. ledna 2004 |
| 284          | 18        | Eddie Waitkus                                     |             |       |        |                | 29. ledna 2004 |
| 285          | 19        | I Will Be Your Father Figure                      |             |       |        |                | 30. ledna 2004 |
| 286          | 20        | Ever Heard the One About the Exploding Father?    |             |       |        |                | 2. února 2004  |
| 287          | 21        | Spring Fever                                      |             |       |        |                | 3. února 2004  |
| 288          | 22        | The Easter Bunny                                  |             |       |        |                | 4. února 2004  |
| 289          | 23        | And Don't Forget to Give Me Back My Black T-Shirt |             |       |        |                | 5. února 2004  |
| 290          | 24        | Love is Blind                                     |             |       |        |                | 6. února 2004  |
| 291          | 25        | I'm Happy for You...Really                        |             |       |        |                | 9. února 2004  |
| 292          | 26        | The Penultimate                                   |             |       |        |                | 10. února 2004 |
| 293          | 27        | Ode to Joy                                        |             |       |        |                | 11. února 2004 |